# Mateo Musacchio
Mateo Pablo Musacchio (* 26. srpna 1990 Rosario, Argentina) je bývalý argentinský fotbalový obránce a reprezentant s albánskými a italskými kořeny.

## Reprezentační kariéra
Musacchio nastupoval za argentinské mládežnické reprezentace U17 a U20.
V A-mužstvu Argentiny debutoval 1. června 2011 v přátelském utkání v Abuji proti domácí reprezentaci Nigérie (porážka 1:4).

## Přestupy
- z Villarreal CF do AC Milán za 18 000 000 Euro[3]

## Statistiky
| Sezóna                | Klub                  | Liga                  | Liga   | Liga | Ligové poháry | Ligové poháry | Ligové poháry | Kontinentální poháry | Kontinentální poháry | Kontinentální poháry | Celkem | Celkem |
| Sezóna                | Klub                  | Soutěž                | Zápasy | Góly | Soutěž        | Zápasy        | Góly          | Soutěž               | Zápasy               | Góly                 | Zápasy | Góly   |
| --------------------- | --------------------- | --------------------- | ------ | ---- | ------------- | ------------- | ------------- | -------------------- | -------------------- | -------------------- | ------ | ------ |
| 2006/07               | River Plate           | Primera División      | 5      | 0    | -             | 0             | 0             | -                    | 0                    | 0                    | 5      | 0      |
| 2007/08               | River Plate           | Primera División      | 1      | 0    | -             | 0             | 0             | -                    | 0                    | 0                    | 1      | 0      |
| 2008/09               | River Plate           | Primera División      | 4      | 0    | -             | 0             | 0             | -                    | 0                    | 0                    | 4      | 0      |
| 2009                  | River Plate           | Primera División      | 0      | 0    | -             | 0             | 0             | CS                   | 1                    | 0                    | 1      | 0      |
| Celkem za River Plate | Celkem za River Plate | Celkem za River Plate | 10     | 0    | -             | 0             | 0             | -                    | 1                    | 0                    | 11     | 0      |
| 2009/10               | Villarreal            | Primera División      | 7      | 0    | ŠP            | 0             | 0             | EL                   | 1                    | 0                    | 8      | 0      |
| 2010/11               | Villarreal            | Primera División      | 31     | 0    | ŠP            | 6             | 0             | EL                   | 14                   | 0                    | 51     | 0      |
| 2011/12               | Villarreal            | Primera División      | 30     | 0    | ŠP            | 2             | 0             | LM                   | 7                    | 0                    | 39     | 0      |
| 2012/13               | Villarreal            | Segunda División      | 30     | 0    | ŠP            | 1             | 0             | -                    | 0                    | 0                    | 40     | 2      |
| 2013/14               | Villarreal            | Primera División      | 32     | 1    | ŠP            | 3             | 0             | -                    | 0                    | 0                    | 35     | 1      |
| 2014/15               | Villarreal            | Primera División      | 14     | 3    | ŠP            | 3             | 0             | EL                   | 7                    | 0                    | 24     | 3      |
| 2015/16               | Villarreal            | Primera División      | 13     | 1    | ŠP            | 3             | 0             | EL                   | 5                    | 0                    | 21     | 1      |
| 2016/17               | Villarreal            | Primera División      | 23     | 0    | ŠP            | 1             | 0             | LM+EL                | 2+4                  | 0                    | 30     | 0      |
| Celkem za Villarreal  | Celkem za Villarreal  | Celkem za Villarreal  | 189    | 7    | -             | 19            | 0             | -                    | 41                   | 0                    | 249    | 7      |
| 2017/18               | Milán                 | Serie A               | 15     | 0    | IP            | 0             | 0             | EL                   | 7                    | 1                    | 22     | 1      |
| 2018/19               | Milán                 | Serie A               | 29     | 1    | IP+IS         | 3+0           | 0+0           | EL                   | 1                    | 0                    | 33     | 1      |
| 2019/20               | Milán                 | Serie A               | 18     | 0    | IP            | 0             | 0             | -                    | 0                    | 0                    | 18     | 0      |
| 2020/21               | Milán                 | Serie A               | 1      | 0    | IP            | 1             | 0             | EL                   | 0                    | 0                    | 2      | 0      |
| Celkem za Milán       | Celkem za Milán       | Celkem za Milán       | 63     | 1    | -             | 4             | 0             | -                    | 8                    | 1                    | 75     | 2      |
| 2021                  | Lazio                 | Serie A               | 4      | 0    | IP            | 0             | 0             | LM                   | 1                    | 0                    | 5      | 0      |
| Celkově               | Celkově               | Celkově               | 266    | 8    | -             | 23            | 0             | -                    | 51                   | 1                    | 340    | 9      |

## Úspěchy

### Klubové
- 1× vítěz argentinské ligy (2007/08)